# Hada Keisuke
Keisuke Hada (sinh ngày 20 tháng 2 năm 1978) là một cầu thủ bóng đá người Nhật Bản.

## Sự nghiệp câu lạc bộ
Keisuke Hada đã từng chơi cho Shimizu S-Pulse, Cerezo Osaka và Ehime FC.